# Epizoanthus mediterraneus
Epizoanthus mediterraneus är en korallart som beskrevs av Oscar Henrik Carlgren 1935. Epizoanthus mediterraneus ingår i släktet Epizoanthus och familjen Epizoanthidae. Inga underarter finns listade i Catalogue of Life.